# Sciara antigua
Sciara antigua är en tvåvingeart som först beskrevs av Franz Lengersdorf 1940.  Sciara antigua ingår i släktet Sciara och familjen sorgmyggor. Inga underarter finns listade i Catalogue of Life.